# Обсерватория имени Тадеуша Банахевича на Любомире

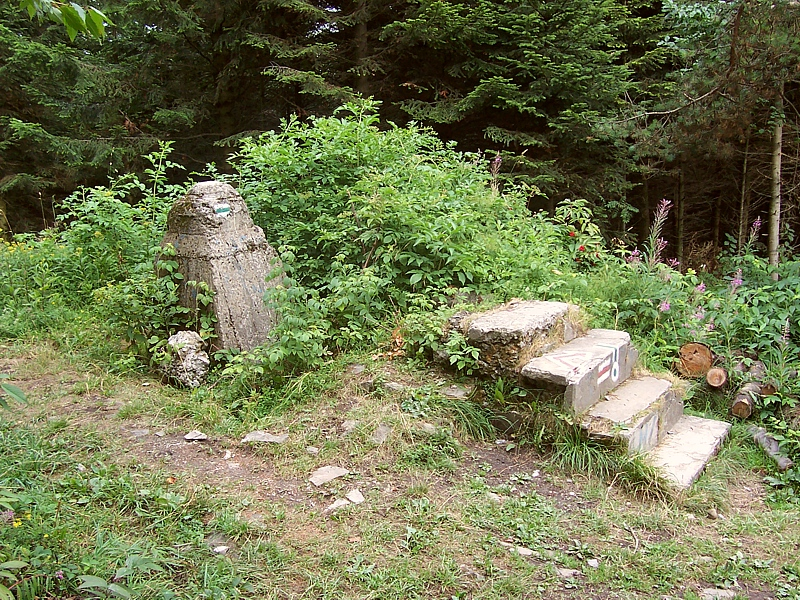
Руины предвоенной обсерватории

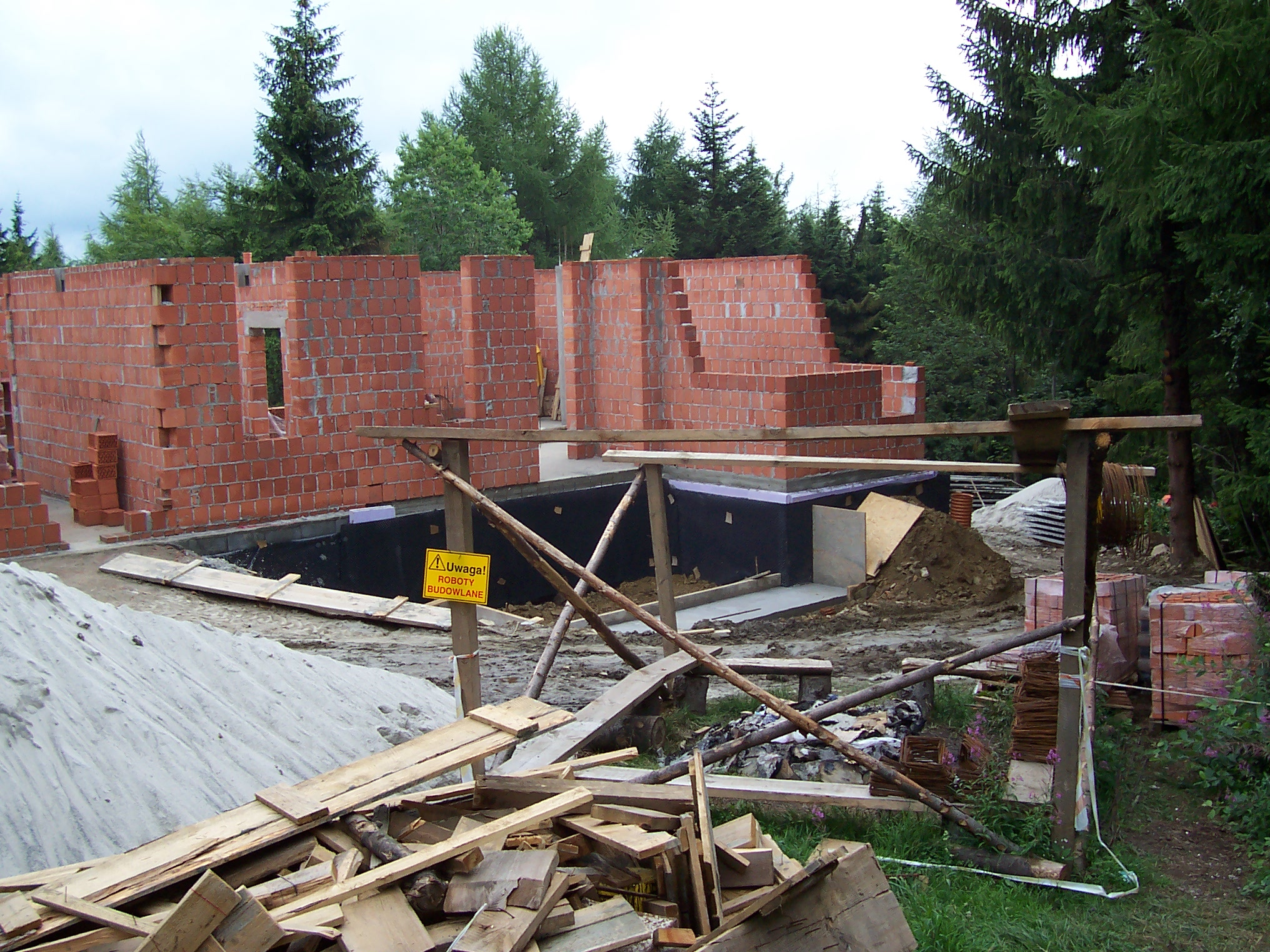
Начало строительства новой обсерватории

Обсерватория имени Тадеуша Банахевича на Любомире (пол. Obserwatorium Astronomiczne im. Tadeusza Banachiewicza na Lubomirze) — обсерватория, находящаяся на вершине горы Любомир возле села Венглювка Мысленицкого повята Малопольского воеводства. Обсерватория названа именем польского астронома Тадеуша Банахевича.

## История
Обсерватория была построена 2007 году на месте ранее разрушенной в 1944 году немцами обсерватории. Первая обсерватория была основана Тадеушем Банахевичем вскоре после его назначения в 1919 году директором обсерватории в Кракове. Тадеуш Банахевич выбрал место для будущей обсерватории недалеко от Кракова (в 33 км.) на горе Любомир, входящей в горную систему Западных Бескид. Князь Казимир Любомирский пожертвовал Тадеушу Банахевичу участок земли площадью около 10 гектаров для строительства астрономической станции. Строительство обсерватории завершилось в 1927 году и она была введена в эксплуатацию 2 мая. Первым директором обсерватории был назначен Ян Годомский.
Первоначально обсерватория была оснащена двумя телескопами: один имел объектив в размере 135 мм, другой — 75 мм. Здесь также располагалась метеорологическая станция. В последующие годы на обсерватории был установлен телескоп с диаметром 115 мм.
В обсерватории работали известные польские астрономы: Люциан Оркиш, Ян Мергенталер, Розалия Шафранец и Казимеж Кордылевский.
До Второй мировой войны на обсерватории были открыты кометы C/1925 G1 (Orkisz) (открыл Люциан Оркиш 3 апреля 1925 года) и C/1936 O1 (Kaho-Kozik-Lis) (открыл Владислав Лис 17 июля 1936 года).
15 сентября 1944 года обсерватория с библиотекой была сожжена немцами. Остался только один фундамент, который со временем зарос лесом.

## В настоящее время
22 марта 2003 года был организован Комитет восстановления обсерватории на Любомире. 17 июля 2007 года началось строительство обсерватории, которое финансировалось Польским государством, местным бюджетом и средствами Европейского фонда регионального развития.
18 апреля 2007 года было принято решение назвать обсерваторию именем польского астронома Тадеуша Банахевича.
6 октября 2007 года состоялось торжественное открытие обсерватории.
В настоящее время обсерватория оборудована следующими приборами:
- Автоматический телескоп диаметром 50 см.
- Телескоп Шмидта диаметром 35 см.
- Телескоп Шмидта-Кассегрейна диаметром 35 см.
- Телескоп Шмидта-Кассегрейна диаметром 20 см.
- Телескоп диаметром 12 см.
- Телескоп диаметром 8 см.
- Телескоп Coronado SolarMax диаметром 6 см.

## Источник
- Michał Rembas. Wenus na Łysinie. «Gazeta Wyborcza, dodatek Turystyka». 35 (395) (2), s. 7, 2011-09-03.